# Bietti-Kristalldystrophie
Die Bietti-Kristalldystrophie ist eine sehr seltene angeborene Erkrankung der Netzhaut mit im 3. Lebensjahrzehnt einsetzender tapetoretinaler Degeneration. Leitsymptome sind kristalline Ablagerungen unklarer Zusammensetzung in den hinteren Teilen der Netzhaut, im Bereich des Hornhaut-Limbus und in den Leukozyten. Weiter tritt eine Sklerosierung der Choroidea-Gefäße ein.
Die Krankheit wird auch als besondere Form der Retinitis pigmentosa gesehen.
Synonyme sind: Bietti`s kristalline Retinopathie; Kristalline korneoretinale Dystrophie; englisch Bietti crystalline corneoretinal dystrophy; BCD
Die Bietti-Kristalldystrophie ist nach dem italienischen Augenarzt Giovanni Battista Bietti (1907–1977) benannt, der sie 1937 erstmals beschrieb.

## Vorkommen
Die Häufigkeit ist nicht bekannt. Eine erhöhte Verbreitung wird bei Menschen asiatischer Herkunft angenommen. Die Erkrankung wird autosomal–rezessiv vererbt.

## Ursache
Zugrunde liegt ein Gendefekt im CYP4V2-Gen auf Chromosom 4 Genort q35.1–q35.2, welches das Zytochrom P450 4V2 Protein enkodiert.

## Klinische Erscheinungen
Klinische Kriterien sind Nachtblindheit, fortschreitende Visusverschlechterung und perizentrale Gesichtsfeldausfälle. Die Krankheit mündet in der Regel in einer Erblindung.

## Therapie
Eine wirksame Behandlung ist bislang nicht bekannt.

## Differentialdiagnose
Abzugrenzen ist die Schnyder-Hornhautdystrophie.